# Lasciami
Lasciami è un singolo del gruppo musicale italiano Modà, pubblicato il 9 febbraio 2023 estratto dall'album 8 canzoni.
Il brano è stato presentato durante la seconda serata del Festival di Sanremo 2023. Al termine della serata finale si classifica in undicesima posizione.

## Descrizione
Il brano tratta l'argomento della depressione di cui Kekko ha sofferto dal 2021.

## Video musicale
Il video, diretto da Matteo Alberti e Fabrizio De Matteis, è stato pubblicato in concomitanza del lancio del singolo sul canale YouTube del gruppo.

## Tracce
Testi e musiche di Francesco Silvestre ed Enrico Palmosi.
1. Lasciami – 3:38

## Classifiche
| Classifica (2023) | Posizione massima |
| ----------------- | ----------------- |
| Italia            | 31                |